# 我人祥太
我人 祥太 （がじん しょうた、1983年10月29日 - ）は、日本の元ピン芸人、脚本家、放送作家。身長177cm、体重61kg。
東京都出身。ワタナベエンターテインメントに所属していた。

## 来歴・人物
ワタナベコメディスクール1期生出身。以前はいとまんとのコンビ「チャランボ」として活動していた。フリーで活動したのちワタナベエンターテインメント所属となる。
芸名は、本名と「臥薪嘗胆」という言葉を掛け合わせて名付けた。
愛読書は太宰治原作の『人間失格』で、すでに50回は読み返しており、また今のネタの原点もこれにあるという。
R-1ぐらんぷり2010にて初の決勝進出するも、結果は8位だった（後述）。
かつては陸上競技、水泳をやっており、どちらとも東京都大会で第5位になったことがあったという。
2011年11月のライブを以て、ピン芸人としての活動を終了し、今後はコンビやトリオを組む方針であることを明かしている。
二度行った単独ライブ（本人曰く単独ライブではなく【ネタ・企画】ライブ）は、どちらもチケット完売。また終演後には自ら握手やサインに応じ、それを求めファンが1時間以上の長蛇の列を作る盛況ぶりであった。
2013年2月より、コント作家や、番組の放送作家として活動。ソニー・ミュージックアーティスツの講師も務める。
2014年8月、結婚。現在は二児の父。
2018年、フジテレビ系ドラマ『僕らは奇跡でできている』チェインストーリー脚本。これを機に、脚本家としても活動をスタート。

## 芸風
- 「憂」、「戸籍の真実」、「マニフェスト発表」、「オスタヌキの自殺」などのネタがある。
  - 「憂」をテーマにしたフリップ芸では、あるネタのテーマから、落ちを憂鬱な感じに持っていくショートコントを披露している（この時にフリップの文字は白黒が反転する）。
- 「エンタの神様」では上記のフリップ芸を行っていた。また、初期のころには「分からないことばかりだ!」と言い、自分の思った疑問点を椅子に座りながら話していくネタを行っていた。

## 評価
- R-1ぐらんぷり2010にて初の決勝進出。決勝では「憂」を披露し、板尾創路からは96点と高評価を得たものの、7人の審査員のうち5人から最低得点をつけられた。伊東四朗からは「年齢の高い人は理解する前に先に進んでしまう」との評価を受け、結果は最下位のCOWCOW山田與志と1点差で8位だった[5]。

## 戦歴
- R-1ぐらんぷり2009 2回戦敗退
- 爆笑オンエアバトル第12回チャンピオン大会進出
- R-1ぐらんぷり2010 決勝8位
- R-1ぐらんぷり2011 準決勝敗退

## 出演番組
- エンタの天使（日本テレビ）第1回、キャッチコピーは「夜の明けない哲学青年」
- エンタの神様（日本テレビ）2008年1月26日初出演、キャッチコピーは「考察のメビウス」
- 新春ホワイトカーペット（フジテレビ）2009年1月1日、キャッチコピーは「唯我独尊」
- 爆笑レッドカーペット（フジテレビ、2010年2月13日 - ）キャッチコピーは「唯我独尊」
- 爆笑レッドシアター（フジテレビ、2009年5月20日）「ホワイトシアター」
- 爆笑トライアウト（NHK総合、2009年8月8日）
  - 会場審査で2位（497TP）になり、オンバト挑戦権獲得。視聴者投票は2位（990票）
- 爆笑オンエアバトル（NHK総合）戦績1勝0敗 最高501KB
  - 史上初、トライアウトからのチャンピオン大会出場権獲得。
  - 第12回チャンピオン大会 ファーストステージ10位敗退
- オンバト+（NHK総合）戦績1勝1敗 最高397KB
- 新世紀ネタキング決定戦（TOKYO MX）
- スッキリ!!（日本テレビ）

## 主な参加番組（放送作家として）
- LIFE!〜人生に捧げるコント〜（NHK総合）
- 要博士の異常な映画愛（テレビ東京）
- コントの日（NHK総合）
- ただ今、コント中。（フジテレビ）

## 脚本作品
- 僕らは奇跡でできている（チェインストーリー）（2018年、GYAO!）
- 知らない人んち(仮)〜あなたのアイデア、来週放送されます!〜（2019年、テレビ東京）
- 100文字アイデアをドラマにした!（2020年、テレビ東京）
- シロでもクロでもない世界で、パンダは笑う。（チェインストーリー）（2020年、GYAO!）
- おしゃ家ソムリエおしゃ子!（2020年、テレビ東京）
- 白爪草（2020年、映画）
- TOKYO MER 〜走らない緊急救命室〜　Episode0「TOKYO MER誕生前夜」（2021年、Paravi）
- ホメられたい僕の妄想ごはん（2021年、テレビ大阪 BSテレ東）
- おしゃ家ソムリエおしゃ子!2（2021年、テレビ東京）
- ダメな男じゃダメですか?（2021年、テレビ東京）
- 完全に詰んだイチ子はもうカリスマになるしかないの（2022年、テレビ東京）
- わたしの夫は--あの娘の恋人--（2023年、テレビ大阪）
- バツイチがモテるなんて聞いてません（2023年、毎日放送「ドラマ特区」）
- 墜落JKと廃人教師（2023年、毎日放送「ドラマ特区」）
- なにわの晩さん! 美味しい美味しい走り飯（2023年、朝日放送テレビ）
- 湯遊ワンダーランド（2023年、テレビ大阪）
- 潜入捜査官 松下洸平（2023年、TVerオリジナルドラマ）
- 奪われた僕たち（2024年、毎日放送「ドラマフィル」）
- あなたの恋人、強奪します。（2024年、朝日放送テレビ「ドラマL」）
- ゴーストヤンキー（2024年、毎日放送「ドラマ特区」）
- 朽ちないサクラ（2024年、映画）
- ビリオン×スクール（2024年、フジテレビ「金9」）
- 三人夫婦（2025年、TBS「ドラマストリーム」）
- 三笠のキングと、あと数人（2025年、北海道放送）

## 雑誌連載
- コメ旬（キネマ旬報社）vol.2から

## 単独ライブ
- 2011年
  - 8月10日 - 【ネタ・企画】ライブ 「錠。」（表参道GROUND）
  - 11月9日 - 【ネタ・企画】ライブ 「錠。」（表参道GROUND）

## その他の活動

### ユニット
- レモねぇーど（脳みそ夫とのユニット）
  - 2012年10月に活動凍結